# Dompierre-sur-Mont
Dompierre-sur-Mont è un comune francese di 253 abitanti situato nel dipartimento del Giura nella regione della Borgogna-Franca Contea.

## Società

### Evoluzione demografica
Abitanti censiti